# Rocé
Rocé ist eine französische Gemeinde mit 220 Einwohnern (Stand: 1. Januar 2022) im Département Loir-et-Cher in der Region Centre-Val de Loire. Sie gehört zum Arrondissement Vendôme und zum Kanton Montoire-sur-le-Loir. Die Einwohner werden Rocéens genannt.

## Geografie
Die Gemeinde Rocé liegt sechs Kilometer ostnordöstlich von Vendôme und etwa 28 Kilometer nordnordwestlich von Blois. An der nördlichen Gemeindegrenze verläuft das Flüsschen Réveillon. Umgeben wird Rocé von den Nachbargemeinden Renay im Norden und Nordosten, Faye im Osten, Villetrun im Süden und Südosten, Coulommiers-la-Tour im Süden, Meslay im Westen sowie Saint-Firmin-des-Prés im Nordwesten.

## Einwohnerentwicklung
| Jahr                       | 1962 | 1968 | 1975 | 1982 | 1990 | 1999 | 2006 | 2013 | 2022 |
| -------------------------- | ---- | ---- | ---- | ---- | ---- | ---- | ---- | ---- | ---- |
| Einwohner                  | 156  | 142  | 153  | 158  | 165  | 197  | 185  | 215  | 220  |
| Quellen: Cassini und INSEE |      |      |      |      |      |      |      |      |      |

## Sehenswürdigkeiten
- Kirche Saint-Pierre aus dem 12. Jahrhundert